# Ajstrup Bugt
56°41′21″N 10°11′57″Ø / 56.68917°N 10.19917°Ø
Ajstrup Bugt er en bugt i Mariager Fjord 6 km sydøst for Hadsund, beliggende mellem Havkær i syd og øen Treskelbakkeholm i nordøst – en afstand på cirka 4 km. Landsbyen Ajstrup (Mariagerfjord Kommune) beliggende lige øst for har givet navn til bugten.